# Cas Cretu
El cas Cretu fa referència a la infracció urbanística comesa pel músic Michael Cretu amb motiu de la construcció d'un habitatge (Can Guillem) a Santa Agnès de Corona, en el terme municipal de Sant Antoni de Portmany (Eivissa), en terrenys qualificats d'ANEI, la llicència per al qual fou anul·lada per la sentència del Jutjat Contenciós Administratiu núm. 1 de Palma de 20 de novembre de 2001, posteriorment confirmada per la sentència del Tribunal Superior de Justícia de les Illes Balears de 22 de novembre de 2002.
La llarga durada del procés seguit contra aquesta il·legalitat ha convertit el cas en un clar exemple de les grans dificultats existents a les Illes Balears per fer respectar de manera efectiva la normativa urbanística.

## Procediment contenciós administratiu
En 1999, el grup ecologista GEN va sol·licitar a l'ajuntament de Sant Antoni la revisió d'ofici de la llicència concedida el 25 d'abril de 1997 a Baloo Music, SA (empresa de Michael Cretu) per a la construcció de l'habitatge, atès que perjudicava una de les zones amb més valor paisatgístic d'Eivissa i que l'edificació s'aixecava al cim d'un turó dins una ANEI. Davant la desestimació de l'ajuntament, el febrer de 2000 el GEN interposà un recurs contenciós administratiu.
La sentència de 21 de novembre de 2001 del Jutjat Contenciós Administratiu núm. 1 de Palma va estimar el recurs, excepte pel que feia a un camí d'accés a la casa, i fou confirmada en apel·lació per la del Tribunal Superior de Justícia de les Illes Balears (TSJIB) de 22 de novembre de 2002, que fins i tot considerà que el camí esmentat era també il·legal. Això va suposar que la llicència fos declarada nul·la i que s'ordenàs al mateix ajuntament la demolició de les obres. A la vegada, l'11 de setembre de 2003, el Tribunal Suprem va inadmetre el recurs de cassació contra la decisió del TSJIB.
La Llei balear 10/2003, de 22 de desembre de mesures tributàries i administratives va permetre que a l'illa d'Eivissa els habitatges unifamiliars aïllats existents en una àrea de protecció territorial costanera poguessin ser legalitzats, fos quina fos la qualificació de rústic que tenguessin els terrenys, sempre que es verificassin determinats requisits. Aquesta polèmica norma va possibilitar que Cretu presentàs un projecte de legalització de la casa, però en un acte d'1 de setembre de 2004, el Jutjat va rebutjar aquest intent i ordenà l'execució de la sentència en un termini de 18 mesos, decisió que confirmà el TSJIB el 10 de novembre de 2005.

## L'execució de la sentència de 20 de novembre de 2001
Encara que l'acte del Jutjat Contenciós Administratiu d'1 de setembre de 2004 concedia un termini de 18 mesos perquè l'ajuntament de Sant Antoni executàs la demolició, aquesta no s'havia verificat per l'elevada indemnització (18 milions d'euros) que demanava Cretu en cas de dur-se a terme i pels recursos pendents. Un cop resolts aquests, un nou acte del Jutjat de febrer de 2007 va ordenar l'inici del còmput del termini, tot afegint que si aquest s'incomplia (la data concloïa l'1 de novembre de 2008) s'imposarien multes pecuniàries als responsables.
La redacció del projecte de demolició es perllongà més d'un any, i fins al 30 d'octubre de 2008 no es va publicar el plec de condicions del concurs per adjudicar les obres, que el desembre de 2008 fou guanyat per una empresa navarresa. Malgrat tot, això no va ser obstacle perquè el Jutjat imposàs al batle, Josep Sala Torres, una sanció de mil euros els mesos de març a juliol, i de 600 euros setmanals a partir de juliol, fins que la demolició no fos executada.
D'altra banda, el GEN ha acusat tant l'Ajuntament com Michael Cretu d'entorpir el compliment de la sentència, ja que aquest va impugnar l'adjudicació de les obres, va presentar un inventari de 47 fols de béns mobles que s'havien de recuperar, i va sol·licitar un termini de dos mesos per retirar-los de la casa, a més d'impedir l'accés a l'habitatge.
Finalment, el 7 de maig de 2009 començaren els treballs de demolició de la casa. Mentre que el 2 de juny després de realitzar diversos sondatges, l'Ajuntament de Sant Antoni va donar per finalitzada la demolició de l'habitatge il·legal de Michael Cretu, a Santa Agnès, i va considerar que ja s'ha complert la sentència judicial que obligava a enderrocar. Agents de medi ambient van constatar a finals de maig l'existència de restes d'obra enterrats en el lloc on s'aixecava l'immoble del músic romanès. La conselleria balear de Medi Ambient va advertir que no podien quedar enterrats al cim, encara que fos material inert sense components perillosos com plàstics o ferro. El 13 d'abril de 2010, la conselleria va tancar l'expedient obert dictaminant que les restes de la casa de Cretu quedarien sepultades.

## Procediment penal
El mes de maig de 2004, la Fiscalia d'Eivissa va iniciar actuacions per presumpte delicte contra l'ordenació del territori i contra el medi ambient en relació amb aquests fets, i que desembocaren en l'acte d'imputació de Michael Cretu de novembre de 2005. El 5 de juny de 2006, la Fiscalia demanà també la imputació del batle aleshores de Sant Antoni, Antoni Marí Tur, dels regidors de la comissió de govern i de l'aparellador municipal.
L'1 de desembre de 2006, el Jutjat d'Instrucció núm. 1 d'Eivissa va decretar l'arxivament de les diligències penals per considerar que no hi havia indicis de delicte (ja que eren obres amb llicència, i aquesta s'havia concedit amb informes tècnics favorables) i que en tot cas les infraccions penals haurien ja prescrit.
No obstant això, el 14 de juliol de 2008 l'Audiència Provincial de Palma va estimar el recurs interposat pel GEN contra l'acte del Jutjat, i va ordenar reobrir la causa penal. A conseqüència d'això, en febrer de 2009 es prengueren noves declaracions a una sèrie de testimonis, i fou també imputat l'aparellador municipal.
L'aparellador municipal de Sant Antoni, Miguel Ángel Martí Miralles, va declarar en qualitat d'imputat davant el jutge instructor del cas Cretu, Juan Carlos Torres, que en informar el final d'obra de la mansió de Santa Agnès va certificar que coincidien els paràmetres de l'edificació construïda amb l'autorització concedida, encara que va afegir que creia que en el seu informe va apuntar que hi havia «algunes diferències» i que havia de revisar per poder afirmar rotundament. I que a l'hora de redactar el projecte de demolició de la casa, va constatar l'existència d'«una ampliació sobre el projecte original». L'aparellador va dir no recordar si havia tingut en compte expressament que la Llei d'Espais Naturals (LEN) prohibeix que en una Àrea natural d'especial interès (ANEI) no es pot construir sobre un cim. També va negar que el llavors alcalde, Antoni Marí Tur, que també està imputat, l'hauria consultat en alguna ocasió sobre el problema que podria suposar el fet que no es pogués construir en el punt més alt d'un turó en zona ANEI, ni cap altre membre de l'equip de govern o de l'oposició. De la mateixa manera, l'aparellador va assegurar que no coneix personalment al músic romanès Michel Cretu.
Per la seva banda, l'exregidor de l'oposició Pep Ribas també va declarar ahir davant del jutge, encara que com a testimoni, que havia advertit infructuosament tant l'alcalde com a la llavors regidora d'Urbanisme Blanca Castiella que aquesta obra era il·legal. També va fer la mateixa advertència a altres membres de l'equip de govern, però aquests no tenien cap coneixement sobre la situació urbanística del projecte, segons va dir.
L'1 de maig de 2010, el Jutjat d'Instrucció número 1 va dictar l'acte d'incoació de procediment abreujat del cas Cretu, el que va tancar la fase d'instrucció, i va obrir la possibilitat que les parts poguessin presentar escrit d'acusació, si ho estimaven pertinent.
El 9 de desembre de 2013, l'Audiència Provincial de Palma va condemnar Michael Cretu a la pena de sis mesos de presó i al pagament d'una multa de 10.800 euros, així com de les despeses de la demolició duita a terme per l'Ajuntament de Sant Antoni, i va absoldre a la resta d'imputats. El tribunal va aplicar l'atenuant de dilacions indegudes atès que el procediment penal s'havia perllongat més de deu anys.

## Imputats
- Antoni Marí Tur (exalcalde de Sant Antoni PP)
- Michel Cretu (músic i propietari de la casa)
- Miguel Ángel Martí Miralles (aparellador municipal)
- Blanca Castiella Rodríguez (exregidora d'Urbanisme PP)
- Josep Torres Torres (arquitecte de l'obra)